# Åstorp, Karlstads kommun
Åstorp är en bebyggelse norr om Vallargärdet i Alsters socken i Karlstads kommun, Värmlands län. SCB avgränsar Åstorp som en småort från 2023.